# Chloraea phoenicea
Chloraea phoenicea är en orkidéart som beskrevs av Carlos Luis Spegazzini. Chloraea phoenicea ingår i släktet Chloraea och familjen orkidéer. Inga underarter finns listade i Catalogue of Life.